# إيغور أشمانوف
إيغور أشمانوف (الروسية: Игорь Станислав Ашман) رجل أعمال روسي متخصص في تكنولوجيا المعلومات والذكاء الاصطناعي وتطوير البرمجيات وإدارة المشاريع.

## نشأته
ولد في موسكو في 9 يناير 1962، في عائلة من علماء الرياضيات، بما في ذلك والده ستانيسلاف أشمانوف.

## تعليمه
درس في كلية الميكانيكا والرياضيات بجامعة ولاية ميشيغان حيث تخصص في الجبر المجرد.
تخرج من الجامعة في عام 1983، مع أطروحة التخرج عن العروض شبه الكروية المشتركة للمجموعات الحرة ومشكلة من قبل فيليب هول.
في 1985-1987، طالب دراسات عليا في قسم الجبر المجرد في كلية الميكانيكا والرياضيات بجامعة ولاية ميشيغان.
في عام 1995، دافع عن أطروحة الهندسة المعمارية والتنفيذ الصناعي للأنظمة اللغوية التطبيقية، بناءً على أوصاف الهندسة المعمارية وخوارزميات ORFO، وأصبح دكتوراه في العلوم.
في 2000-2001، أكمل ماجستير إدارة الأعمال. دورة الإدارة الإستراتيجية في المدرسة العليا للأعمال الدولية بالأكاديمية الرئاسية الروسية للاقتصاد الوطني والإدارة العامة.

## حياته المهنية

### مركز دورودنتسين للحوسبة
بدأ إيغور أشمانوف مسيرته المهنية في مجال تكنولوجيا المعلومات عندما التحق بقسم الذكاء الاصطناعي في مركز دورودينتسين للحوسبة [الإنجليزية] كباحث متدرب.
في عام 1985، أصبح باحثًا مشاركًا في المركز. خلال ذلك الوقت، طور نظام مناقشة قائم على اللغة الطبيعية.

## الإنجازات

### الثروة
قدرت مجلة المالية مرتين ثروة أشمانوف بـ 50 مليون دولار في عامي 2010 و 2011.
في عام 2012، قدرت مجلة ذا فريمز سكريت [الإنجليزية] ثروة أشمانوف بـ 56 مليون دولار، وخفضت حجمها إلى 22 مليون دولار في عام 2014.

### التقييمات
فاز إيغور أشمانوف بترشيح روتـر [الإنجليزية] لرجل العام في عامي 2004 و 2006، وحصل على المركز الثاني في عام 2008.
عادةً ما تحتل المرتبة الثانية بعد أرتيمي ليبيديف [الإنجليزية] في تصنيف الأشخاص الرئيسيين لوكالة تاج لاين [الإنجليزية] للإعلان في التسويق الرقمي الروسي وتطوير الويب في 2012 و 2013 و 2014 و 2015.
في عام 2011، قامت مجلة فوربس روسيا بإدراج أشمانوف في قائمة أعلى 30 لرجال الأعمال الروس على الإنترنت.
إيغور أشمانوف هو أيضًا من بين أفضل 100 مليونير روسي على الإنترنت وفقًا لمجلة ذا فريمز سكريت [الإنجليزية].

## انظُر أيضًا
- أركادي فولوز
- ايليا سيغالوفيتش